# X-связанная эндотелиальная дистрофия роговицы
X-связанная, или X-сцепленная, эндотелиальная дистрофия роговицы (англ. X-linked endothelial corneal dystrophy, XECD) — крайне редкая форма дистрофии роговицы человека, впервые описанная в 2006 году. При этом заболевании в роговице образуется помутнение, напоминающее толчёное стекло, ткань роговицы принимает молочный оттенок, а на эндотелии образуются изменения поверхности, напоминающие лунные кратеры. Связанная с заболеванием область Xq25 на X-хромосоме содержит 72 гена.